# Circuit des Nations
Der Circuit des Nations ist eine ehemalige Motorsport-Rennstrecke in der Schweizer Stadt Genf.

## Streckenbeschreibung
Die am Westufer des Genfersee gelegene Strecke hatte in ihrer lediglich 1950 genutzten längsten Variante eine Länge von 6,325 km und nutzte u. a. die Rue de Lausanne, die durch Barrieren geteilt war und über eine Haarnadelkurve in zwei Richtungen befahren wurde.

## Grand Prix des Nations

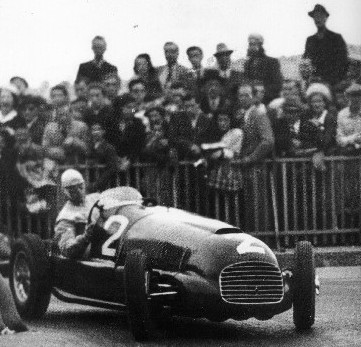
Raymond Sommer im Ferrari 166 der "Ecurie Inter" beim zweiten Grand Prix des Nations (2. Mai 1948) beim Passieren der Haarnadelkurve.

Die Strecke wurde dreimal – 1946, 1948 und 1950 – für die Veranstaltung des Grand Prix des Nations genutzt, wobei jedes Mal eine veränderte Streckenvariante befahren wurde. 1948 und 1950 gewann jeweils ein Formel-1-Fahrzeug das Hauptrennen, wobei es auch Läufe für Formel-2-Fahrzeuge und Sportwagen gab. 1950 ging das Rennen nicht in die Wertung der erstmals ausgeschriebenen Automobil-Weltmeisterschaft (heute Formel 1) ein.
Ein tragischer Zwischenfall beim Formel-1-Rennen 1950 läutete das Ende des Kurses ein. In der 36. Runde explodierte der Motor von Alberto Ascaris Ferrari 125 und verlor Öl in der Nähe einer Kurve am Ende der Avenue de la Paix. Luigi Villoresi konnte mit seinem Ferrari 125 der Lache nicht ausweichen, geriet ins Schleudern und durchbrach die Sicherheitsbarrieren. In der dahinter befindlichen Zuschauermenge wurden drei Zuschauer getötet und etwa 20 weitere verletzt. Villoresi zog sich einen Beinbruch zu. Der Alfa-Romeo-Pilot Giuseppe Farina versuchte Villoresis Auto auszuweichen, geriet in einen Dreher und musste aufgeben.
In der Folge entschieden die Organisatoren, die Veranstaltung im folgenden Jahr nicht zu wiederholen.

## Motorrad WM-Lauf
In der Saison 1950 wurde hier der Große Preis der Schweiz im Rahmen der Motorrad-Weltmeisterschaft ausgetragen.

### Sieger der Motorrad-WM-Rennen
| Jahr | 250 cm³                   | 350 cm³                | 500 cm³                | Gespanne                               |
| ---- | ------------------------- | ---------------------- | ---------------------- | -------------------------------------- |
| 1950 | Dario Ambrosini (Benelli) | Leslie Graham (A.J.S.) | Leslie Graham (A.J.S.) | Eric Oliver / Lorenzo Dobelli (Norton) |